# Яшикей
Яшике́й (рос. Яшикей, башк. Йәшекәй) — присілок (в минулому селище) у складі Чишминського району Башкортостану, Росія. Входить до складу Сафаровської сільської ради.
Населення — 8 осіб (2010; 8 в 2002).
Національний склад:
- татари — 75 %